# Starzec bagienny
Starzec bagienny (Jacobaea paludosa (L.) G.Gaertn., B.Mey. & Scherb., syn.Senecio paludosus L.) – gatunek rośliny wieloletniej z rodziny astrowatych.

## Występowanie i środowisko
Występuje w całej Europie, głównie w środkowej. W Polsce na terenie całego kraju, na rozproszonych stanowiskach.
Rośnie na wilgotnych lub mokrych łąkach, na brzegach wód stojących i płynących, w trzcinowiskach, na terenach okresowo zalewanych przez wody płynące i stojące. Występuje do wysokości 600 m n.p.m.

## Morfologia i biologia

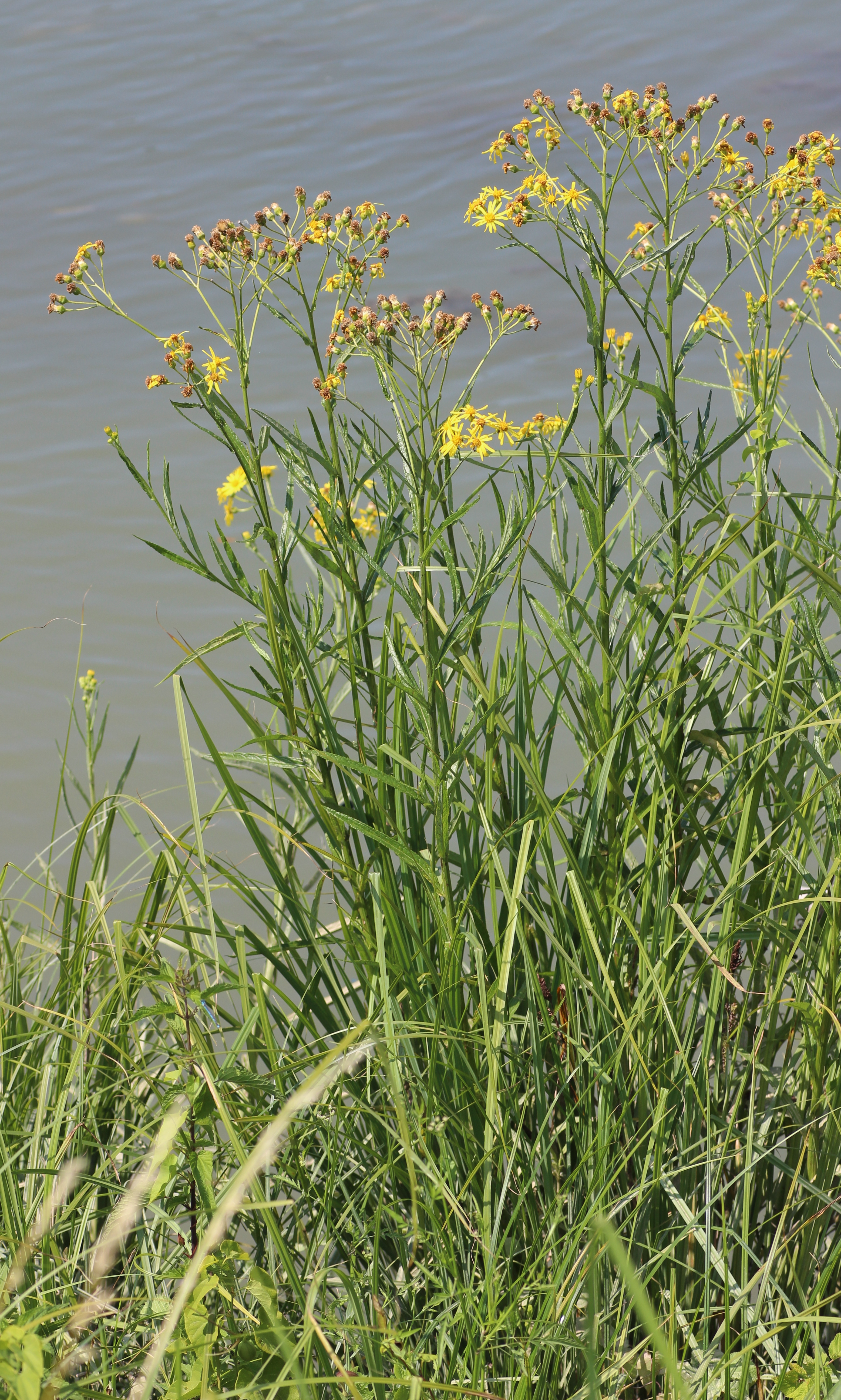
Pokrój

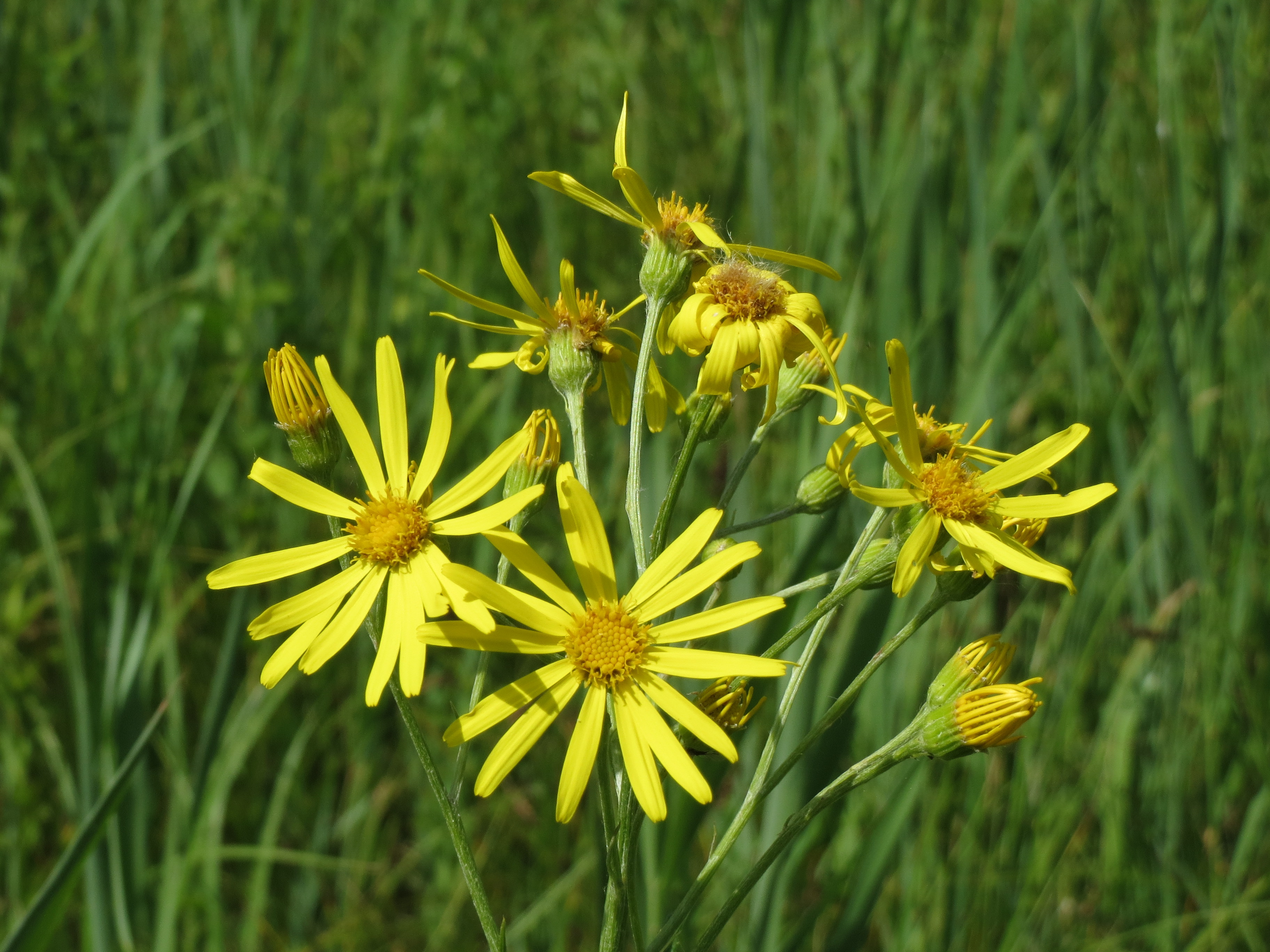
Kwiatostany

PokrójŁodyga wzniesiona, sztywna, wysokość od 50 do ponad 200 cm, bruzdowana, ulistniona na całej długości.
Liścierównowąsko lancetowate, piłkowane z zębami skierowanymi do przodu, z wierzchu nagie błyszczące, od spodu początkowo pajęczynowo owłosione z czasem łysiejące, długości do 14 cm.
Kwiatyżółte, zebrane w koszyczki o średnicy 3–4 cm, koszyczki zebrane są od 10 do 30 w baldachowatokształtne wiechy. Kwitnie od czerwca do sierpnia.